# 방화광
방화광 ( Pyromania )은 충동조절장애 중의 하나이며 불을 지르고 싶은 충동을 억제하지 못하는 정신 질환이다.   불타는 것을 봄으로 긴장이 완화되고 강한 황홀감을 느끼는 경우도 포함된다.  
불을 지르게 되면 희열을 느끼며 남성이 여성보다 훨씬 많다. 반사회적 성향이나 알코올 남용과 관련 있으며 고의적으로 파괴하는 경향을 가진다. 